# مير عمران
مير عمران (بالإنجليزية: Mir Imran)‏ هو شخصية أعمال هندي، ولد في 14 مايو 1956 في حيدر آباد في الهند.